# シャイデマン内閣
シャイデマン内閣（シャイデマンないかく、Kabinett_Scheidemann）は、ヴァイマル共和政下のドイツ国の初代内閣であるフィリップ・シャイデマンを首相とする内閣。
1919年2月13日から1919年6月20日まで存続した。